# Ngựa cỏ bùn
Ngựa cỏ bùn hay Cǎonímǎ (chữ Hán: 草泥马, phiên âm Hán-Việt: thảo nê mã) là một Internet meme tại Trung Quốc được sử dụng rộng rãi như một dạng biểu tượng nhằm phản đối kiểm duyệt Internet tại Trung Quốc đang ngày càng tăng. Đây là lối chơi chữ với cum từ trong tiếng Trung phổ thông cào nǐ mā (chữ Hán: 肏你妈, phiên âm Hán-Việt: tháo nễ ma), nghĩa đen tức là "địt mẹ mày" (từ Cǎo/草 là từ "cấu" trong từ "giao cấu"; ní/泥, tức là từ "nị", chỉ ngôi thứ 2, là bạn, mày và từ mǎ/马 là từ "ma" hay "ma ma" có nghĩa là mẹ hay vú nuôi), và là một trong danh sách 10 sinh vật thần thoại được tạo ra trong một bài viết giả trên trang Baidu Baike vào đầu năm 2009. Nó đã trở thành một hiện tượng cuồng tín trên các diễn đàn trò chuyện trên Internet ở Trung Quốc và đã gây sự chú ý từ các hãng truyền thông toàn cầu, với các video và món đồ dùng về con vật này (được cho là giống với loài lạc đà Alpaca).

## Nguồn gốc và loài

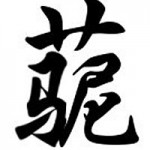
Một Hán tự được cộng đồng mạng sáng tạo ra để diễn tả "Ngựa cỏ bùn"

## Môi trường sống

Đây là một tác phẩm điêu khắc ấn Trung Hoa. Các chữ trên đây là sự kết hợp của ba Hán tự, được tạo ra bởi cư dân mạng Trung Quốc nhằm bày tỏ sự mỉa mai với sự kiểm duyệt Internet tại Trung Quốc.